# Чило (Огайо)
Чило (англ. Chilo) — селище (англ. village) в США, в окрузі Клермонт штату Огайо. Населення — 71 особа (2020).

## Географія
Чило розташоване за координатами 38°47′39″ пн. ш. 84°8′16″ зх. д. / 38.79417° пн. ш. 84.13778° зх. д. (38.794189, -84.137801).  За даними Бюро перепису населення США в 2010 році селище мало площу 0,64 км², з яких 0,52 км² — суходіл та 0,11 км² — водойми.

## Демографія
Згідно з переписом 2010 року, у селищі мешкали 63 особи в 28 домогосподарствах у складі 14 родин. Густота населення становила 99 осіб/км².  Було 56 помешкань (88/км²).
Расовий склад населення:
| - 98,4 % — білих - 1,6 % — корінних американців |

До двох чи більше рас належало 0,0 %. Частка іспаномовних становила 0,0 % від усіх жителів.
За віковим діапазоном населення розподілялося таким чином: 14,3 % — особи молодші 18 років, 63,5 % — особи у віці 18—64 років, 22,2 % — особи у віці 65 років та старші. Медіана віку мешканця становила 50,8 року. На 100 осіб жіночої статі у селищі припадало 70,3 чоловіків;  на 100 жінок у віці від 18 років та старших — 68,8 чоловіків також старших 18 років.
Середній дохід на одне домашнє господарство  становив 40 269 доларів США (медіана — 35 208), а середній дохід на одну сім'ю — 51 922 долари (медіана — 38 750). За межею бідності перебувало 25,8 % осіб, у тому числі 76,2 % дітей у віці до 18 років та 0,0 % осіб у віці 65 років та старших.
Цивільне працевлаштоване населення становило 26 осіб. Основні галузі зайнятості: освіта, охорона здоров'я та соціальна допомога — 26,9 %, роздрібна торгівля — 23,1 %, науковці, спеціалісти, менеджери — 19,2 %, виробництво — 19,2 %.